# کنچیتا وورست
توماس نیوورتس (زادهٔ ۶ نوامبر ۱۹۸۸) یک خواننده زن‌پوش اتریشی است که بیشتر با نام کُنچیتا وورست (به آلمانی: Conchita Wurst) شناخته می‌شود. شهرت کنچیتا برای کسب جایگاه نخست در فینال مسابقه آواز یوروویژن ۲۰۱۴ برای ترانه برخیز چو ققنوس است. او یک مرد همجنس‌گرا است.

## پیروزی در یوروویژن ۲۰۱۴

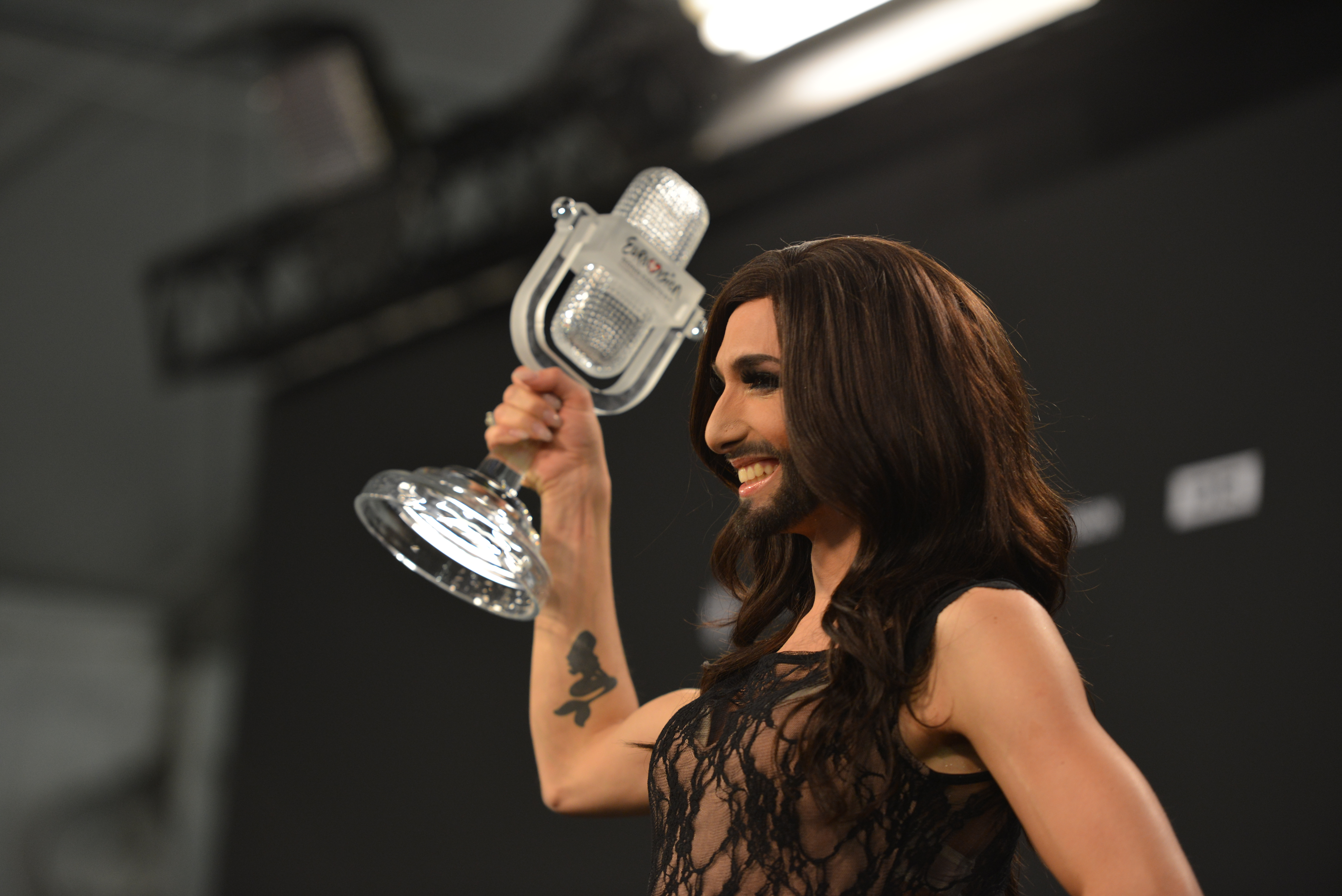
ورست همراه با جایزۀ یوروویژن ۲۰۱۴

پنجاه‌ونهمین مسابقهٔ فینال یوروویژن در شهر کپنهاگ واقع در کشور دانمارک برگزار شد. این مسابقه مهمترین رقابت موسیقی پاپ در قارهٔ اروپا است. کنچیتا ورست با ترانهٔ «برخیز چو ققنوس» موفق به کسب ۲۹۰ امتیاز شد و بالاتر از شرکت‌کنندگان هلند (جایگاه دوم) و سوئد (جایگاه سوم)، در مقام نخست ایستاد. وی هنگام دریافت جایزه گفت: «امشب متعلق به همهٔ آنهایی است که به فردایی آزاد و صلح‌آمیز باور دارند. شما می‌دانید ما کیستیم؛ ما با هم هستیم و توقف‌ناپذیریم.»

### واکنش‌ها
حضور ورست در مسابقه آواز یوروویژن ۲۰۱۴ با انتقاد برخی از کشورهای شرق اروپا، به‌ویژه روسیه، روبرو شد که خواستار برکناری اتریش از دور رقابت‌ها بودند. پس از پیروزی ورست به او لقب «ملکهٔ اروپا» داده شد. او در بازگشت به اتریش، مورد استقبال عده‌ای از طرفدارانش قرار گرفت.

## زندگی شخصی
در آوریل ۲۰۱۸، ورست از ابتلایش به اچ‌آی‌وی پرده برداشت، وی اعلام کرد سال‌ها به طور منظم زیر درمان قرار دارد. وی گفته‌است که قصد داشته این موضوع را خصوصی نگه دارد اما به دلیلی آن را افشا کرده‌است که یکی از دوست‌پسران سابقش او را تهدید به افشای این موضوع کرد. ورست افزوده که درمان مرتب و منظم، اچ‌آی‌وی را در بدن او تا جایی سرکوب کرده که دیگر اثرش در خون او دیده نمی‌شود و به فرد دیگری منتقل نمی‌شود.

## آلبوم‌شناسی

### تک‌آهنگ‌ها
| سال  | عنوان                | جایگاه در جدول | آلبوم               |
| سال  | عنوان                | AUT            | آلبوم               |
| ---- | -------------------- | -------------- | ------------------- |
| ۲۰۱۱ | نشکن                 | ۳۲             | تک‌آهنگ‌های غیرآلبومی |
| ۲۰۱۲ | این چیزیه که من هستم | ۱۲             | تک‌آهنگ‌های غیرآلبومی |
| ۲۰۱۴ | برخیز چو ققنوس       | ۵۱             | تک‌آهنگ‌های غیرآلبومی |